# Júlia Szendrey
Júlia Szendrey (Keszthely, Hongria, 29 de desembre de 1828 - Pest, 6 de setembre de 1868) va ser una poetessa hongaresa.

## Biografia
Filla de catòlics benestants (el pare, Ignácz Szendrey, era l'administrador d'una hisenda senyorial a Erdőd, Ardud en romanés), es va educar a Mezőberény, en l'internat del castell Wenckheim, on les famílies més acomodades de l'aristocràcia hongaresa enviaven els fills, i després continuà els seus estudis a Pest. Quan va tornar a Erdőd amb els seus pares, que havien volgut preparar-la per a un bon casament, havia aprés idiomes estrangers, sabia ballar molt bé i tocava exquisidament el piano en presència d'invitats, però evitava el tracte de la gent, la vida social de l'entorn se li feia poc estimulant i només l'acontentava la lectura de poemes i novel·les de Heine i de George Sand. El 1846 va conéixer Sándor Petőfi en una recepció a Erdőd, quan ell era ja un poeta prestigiós arreu del país, i el 1847 es van casar a Koltó (en romanés, Coltău), malgrat l'oposició del pare d'ella, que arran d'això li va negar el dot. Amb tot, la parella es va poder establir a Pest, i l'any següent va nàixer el seu fill, Zoltán. El 1849, quan Petőfi va desaparéixer lluitant per la independència d'Hongria en la batalla de Segesvár i va ser donat per mort, ella encara el va cercar en va durant un temps per Transsilvània, però el 1850, quan encara no havia passat un any, es va casar de nou, amb l'historiador Árpád Horvát, la qual cosa li va ser molt censurada per la gent com una ofensa a la memòria de Petőfi, que s'havia convertit en una glòria nacional. D'aquest segon matrimoni tingué dos fills i dues filles, però amb el temps la relació es deteriorà i el 1867, sobtadament, decidí separar-se'n i se n'anà a viure en un apartament per a ella sola, on va morir de càncer després de mesos de fort patiment. Està enterrada en el cementeri Kerepesi de Budapest, i en la seua tomba, tot i que va morir estant casada encara amb el seu segon marit, es pot llegir: «Júlia Szendrey, muller de Sándor Petőfi, visqué 39 anys.»

## Obres
- Költeményei és naplói. Poemes i diaris, reunits per Bihari Mór, Budapest, 1909
- Eredeti elbeszélései. Contes originals, reunits per Bihari Mór, Budapest, 1909
- Ismeretlen naplója, levelei és haláloságyán tett vallomása. Diari desconegut, cartes i confessions des del llit de mort, amb un prefaci de la comtessa Margit Bethlen; ordenats i publicats per Lajos Mikes i László Dernői Kocsis, Budapest, 1930